# 정이현
정이현(한국 한자: 鄭梨賢 본명: 홍종현 , 1972년 11월 28일 ~ )은 대한민국의 소설가이다.

## 생애
단편 《낭만적 사랑과 사회》로 2002년에 제1회 '문학과 사회' 신인 문학상을 수상하며 문단에 나왔다.

정이현의 대표작인 장편 《달콤한 나의 도시》는 2008년에 SBS TV 드라마 <달콤한 나의 도시>로 방영되었다.

## 학력
- 서울예술전문대학 문예창작과 전문학사 (졸업)
- 성신여자대학교 정치외교학과 (졸업)
- 성신여자대학교 대학원 여성학과 (수료)

### 작가로서의 경력
2002년 소설 <낭만적 사랑과 사회>로 데뷔 2002년 제1회 ‘문학과사회’ 신인문학상으로 등단, 이듬해 소설집《낭만적 사랑과 사회》를 펴냈다. 문학적 엄숙주의를 뒤집는 발칙하고 불온한 상상력과 독특한 언어 구성력, 신세대 로맨스의 정치·사회적 역학에 대한 통찰력으로 일약 문단의 주목을 받았다. 단편 《타인의 고독》으로 2004년에 이효석문학상을 받았으며, 단편《삼풍백화점》으로 2006년 현대문학상을 수상했다. 2006년 조선일보에 소설 《달콤한 나의 도시》를 연재하였다. 2007년《오늘의 거짓말》,《풍선》,《작별》,《정이현 산문집 세트(전2권)》 펴냈고, 2009년 《너는 모른다》를 통해 솔직담백하게 표출된 21세기 도시 남녀의 삶에 대한 다양한 가치관, 속도감 있는 전개, 젊은 도시인들의 생활코드와 감성을 적재적소에 포진시키는 탁월한 능력을 발휘하여 주목받았다.

## 각색된 작품들
《달콤한 나의 도시》가 극본은 송혜진, 박흥식 감독에 의해 드라마화되었다.  최강희, 이선균, 지현우가 주연을 맡았다. 변혁 감독,소설가 정이현이 등단 이후 첫 장편소설. 직장생활 7년차, 서른한 살 '오은수'를 중심으로, 도시에 거주하는 미혼 여성들의 일과 연애, 친구와 가족, 그리고 결혼에 대한 이야기가 감각적인 필치로 그려진다. 「조선일보」에 연재되었던 작품을 묶은 것으로 권신아의 삽화를 함께 실었으며, 2008년 동명 드라마가 SBS TV에서 방영되었다.

## 주요 작품
- 2002년 단편《낭만적 사랑과 사회》
- 2003년 단편《여자가 되다》
- 2004년 단편《타인의 고독》
- 2006년 단편《삼풍 백화점》
- 2006년 장편《달콤한 나의 도시》 ISBN 9788932017150
- 2007년 소설집《오늘의 거짓말》
- 2007년 《풍선》
- 2007년 《작별》
- 2007년 《정이현 산문집 세트(전2권)》
- 2009년 장편《너는 모른다》
- 2010년 《자전 소설 1 (축구도 잘해요)》김애란(소설가), 박민규(소설가) 외 8명
- 2013년 장편《안녕 내 모든 것》
- 2014년 《말하자면 좋은 사람》
- 2016년 소설집《상냥한 폭력의 시대》

## 수상
- 제1회 문학과 사회 신인문학상 (2002)
- 제5회 이효석문학상 (2004)
- 제51회 현대문학상 (2006)